# Keita Cučija
Keita Cučija (japonsky 土屋 慶太, anglicky Keita Tsuchiya; * 19. prosince 1978 Šizuoka) je bývalý japonský fotbalista a fotbalový trenér.

## Hráčská kariéra
V Japonsku začal hrát ve věku pěti let a vystřídal čtyři kluby. V roce 2001 odešel do Evropy a hrál za německé kluby 1. FC Saarbrücken (rezervní mužstvo) a 1. FC Reimsbach (2002/03).
V České republice působil v pražských Bohemians, za něž v sezoně 2003/04 nastoupil v osmi druholigových utkáních, aniž by skóroval. Do České republiky přišel z německého klubu 1. FC Saarbrücken.
Z Bohemians se vrátil do Reimsbachu (2004/05) a v letech 2006–2009 hrál za SpVgg EGC Wirges.

### Ligová bilance
| Ročník           | Zápasy | Góly | Minuty | Klub               |
| ---------------- | ------ | ---- | ------ | ------------------ |
| II. liga 2003/04 | 8      | 0    | 358    | FC Bohemians Praha |
| CELKEM II. LIGA  | 8      | 0    | 358    |                    |

## Trenérská kariéra
Ke konci hráčské kariéry začal trénovat mládež. V roce 2009 se vrátil do Japonska.